# Filles des villes et filles des champs

Filles des villes et filles des champs (Keeping Up with the Randalls) est un téléfilm américain réalisé par David S. Cass Sr., diffusé le 16 juillet 2011 sur Hallmark Channel.

## Synopsis
Alicia est comblée par son métier de styliste pour enfants à Los Angeles et par son fiancé, Will, qui va bientôt la demander en mariage. Avant de se lancer, le jeune homme veut présenter sa future épouse à ses parents et choisit le week-end des olympiades familiales pour l'inviter. Citadine et peu sportive, Alicia se retrouve en compétition avec des parents dictatoriaux, une sœur complaisante, un frère musicien, une grand-mère fourbe et l'ex-petite amie de Will.

## Fiche technique
- Titre français : Filles des villes et filles des champs
- Titre original : Keeping Up with the Randalls
- Réalisation : David S. Cass Sr. (en)
- Scénario : Jennifer Notas
- Production : 
  - Brian Gordon - producteur
  - Larry Levinson - producteur exécutif
  - Amanda Phillips - coproducteur exécutif
  - James Wilberger - producteur
- Musique : Lawrence Shragge
- Montage : Yuka Shirasuna
- Pays : États-Unis
- Langue : anglaise
- Durée : 83 minutes
- Format : couleur
- Diffusion :
  - États-Unis : 16 juillet 2011 sur Hallmark Channel
  - France : 28 septembre 2011 sur M6

## Distribution
- Kayla Ewell : Alicia Crosby
- Thad Luckinbill (VF : Donald Reignoux) : Will Randall
- Marnette Patterson : Sam
- Christian Alexander (VF : Yoann Sover) : Mitch Randall
- Marion Ross : Dorie
- Tom Schanley (en) : Doug Randall
- Roma Downey (VF : Brigitte Aubry) : Barb
- Jason Brooks : Tim
- Cuyle Carvin : Jeff
- Katelin Chesna : Jenna
- McKenna Jones (VF : Karine Foviau) : Kris